# 天下騒乱〜徳川三代の陰謀
『天下騒乱〜徳川三代の陰謀（てんかそうらん とくがわさんだいのいんぼう）』は、2006年1月2日に、テレビ東京系列で放送された新春ワイド時代劇。主演は西田敏行。原作は池宮彰一郎「天下騒乱 鍵屋ノ辻」（角川文庫刊）。脚本を長坂秀佳が担当する。

## あらすじ
天下統一を果たした徳川家康が急逝し、天下を揺がす刃傷沙汰が起こるなど再び世に騒乱の機運が高まり、旗本と外様大名の対立は一触即発の危機を迎えた。家康の遺言を胸に、天下安寧のため善悪を超越して画策する老中・土井利勝。自らの生き方を探りながら、剣術一筋で邁進する柳生十兵衛。鍵屋ノ辻にて壮絶な死闘を繰り広げた剣豪・荒木又右衛門。乱世に終止符を打つべく、三者三様の立場でそれぞれの道を進んでいく。

## キャスト
- 土井利勝：西田敏行
- 柳生十兵衛：中村獅童
- 荒木又右衛門：村上弘明
- 春日の局（お福）：片平なぎさ
- お江与：かたせ梨乃
- みね：田中美里
- 白狐：佐藤江梨子
- 結里：真中瞳
- 和子（まさこ）：高橋愛（モーニング娘。）
- 大久保彦左衛門：藤田まこと
- 徳川秀忠：山下真司
- 柳生宗矩：柄本明
- 徳川家光：池内博之
- 徳川忠長：海東健
- 徳川義直：ユキリョウイチ
- 徳川頼宣：樋口浩二
- 渡部数馬：平山広行
- 河合又五郎：石垣佑磨
- 河合甚左衛門：林隆三
- 桜井半兵衛：榎木孝明
- 池田忠雄：保阪尚希
- 松平信綱：森岡豊
- 本多正純：綿引勝彦
- 松平忠輝：山田純大
- 荒尾志摩：石橋蓮司
- 伊達政宗：清水綋治
- 蜂須賀蓬庵：六平直政
- 福島正則：勝野洋
- 安藤重信：西田健
- 松平忠明：斎藤歩
- 天海：平野忠彦
- 河合半左衛門：岡本富士太
- お咲：佐藤仁美
- 八重：遠野凪子
- さわ：加藤夏希
- 志田源左衛門：猪野学
- 津田豊後：大出俊
- 安藤治右衛門：山西道広
- 美その：松見早枝子
- 弥伊：美栞了
- 杏：仲村瑠璃亜
- おりん：吉沢京子
- 菖蒲・桔梗：北陽（虻川美穂子・伊藤さおり）
- 寺西八太夫：田中実
- 当左：多賀勝一
- 沢庵：神山繁
- 柳生兵庫助：永島敏行
- 山野辺義忠：竹中直人
- 徳川家康：山﨑努
- ナレーター：来宮良子

## 主題歌
- 中森明菜「落花流水」（ユニバーサルシグマ） 2005年12月7日発売

## スタッフ
- 原作：池宮彰一郎「天下騒乱 鍵屋ノ辻」（角川文庫刊）
- 脚本：長坂秀佳
- 監督：本木克英・山下智彦
- 音楽：栗山和樹
- 殺陣：宇仁貫三
- 統括プロデューサー：佐々木彰
- プロデュース：武田功、佐々木淳一
- 製作協力：松竹京都映画
- 製作：テレビ東京・松竹株式会社

## 関連商品
- 『天下騒乱 徳川三代の陰謀DVD-BOX』（松竹株式会社） 2006年10月28日発売